# Zmije paví
Zmije paví (Echis carinatus) je had z čeledi zmijovitých (Viperidae) žijící v jižní a jihozápadní Asii. Je to jeden z nejjedovatějších hadů ve svém areálu rozšíření a způsobila již mnoho smrtelných uštknutí lidí. Někdy se udává, že má na svědomí nejvíce lidských obětí ze všech hadů. Její nebezpečnost spočívá v tom, že má silný jed, vyskytuje se ve velkých počtech v oblastech, kde lidé chodí bosí nebo jen v sandálech, a je aktivní převážně v noci, tudíž ji lze snadno přehlédnout.

## Synonyma
- Pseudoboa carinata
- Boa horatta
- Scytale bizonatus
- Echis ziczac
- Vipera (Echis) superciliosa
- Echis superciliosa
- Echis carinata
- Vipera carinata
- Echis carinatus carinatus
- Scytale bizonatus
- Vipera echis
- Vipera noratta
- Echis carinata carinata

## Taxonomie
| Latinský název       | Poddruh popsal     | Rozšíření                                                                     |
| -------------------- | ------------------ | ----------------------------------------------------------------------------- |
| E. c. astolae        | Mertens, 1970      | Pákistán (ostrov Astola)                                                      |
| E. c. carinatus      | (Schneider, 1801)  | Poloostrovní Indie                                                            |
| E. c. multisquamatus | Cherlin, 1981      | od Uzbekistánu do Íránu, v severním, východním a západním Pákistánu           |
| E. c. sinhaleyus     | Deraniyagala, 1951 | Srí Lanka                                                                     |
| E. c. sochureki      | Stemmler, 1969     | Jižní Afghánistán, Pákistán, severní Indie, jižní a střední Írán, Omán a SAE. |

## Areál rozšíření
Zmije paví se vyskytuje na území Asie; na Indickém subkontinentu: v Indii, Srí Lance v Bangladéši a Pákistánu. Také na Blízkém východě: v Ománu, ve východních Spojených arabských emirátech, v Iráku a jihozápadním Íránu. Ve Střední Asii: v Afghánistánu, Uzbekistánu, Turkmenistánu a v Tádžikistánu (bližší rozšíření poddruhů výše).
Tato zmije je na většině svého areálu rozšíření velmi hojná, což dokládá např. fakt, kdy bylo nalezeno přes 2000 jedinců během 5 dnů v oblasti Ratnagiri poblíž Bombaje.

## Popis
Zmije paví dorůstá délky 50–80 cm.

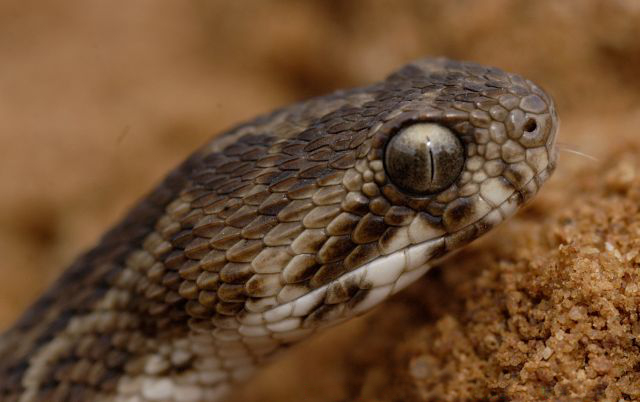
Hlava poddruhu E. c. carinatus

Zbarvení má každý poddruh jiné, respektive takové, jakou má barvu podklad v území, kde žije. Základní barvou je nejčastěji hnědá až červená (spíše načervenalá), ale objevují se i různé odstíny těchto barev a přechodů, jako např. žlutavá až do zelena. Také chov a křížení jednotlivých poddruhů těchto zmijí způsobily proměnlivé a nezvyklé barvy. Kresba u zmije paví je typu pyramidium, neboli tzv. velké světlé ostře ohraničené základovou barvou dorzální skvrny na těle podlouhlého až okrouhlého tvaru. Laterální světlé skvrny obráceného písmene tvaru V jsou často spojené v laterální vlnící se pruh. Barva mezi těmito skvrnami je většinou stejná jako hřbetu.

### Jed
Zmije paví má poměrně silný jed, mezi zmijemi patří k těm nejtoxičtějším, nicméně záleží na poddruhu, případně na oblasti výskytu. Smrtelná dávka LD50 dávaná nitrožilně laboratorním myším či králíkům dosahuje hodnot 0,1 až 1,9 mg/kg. Množství čistého jedu, jímž had disponuje, je asi 18 až 72 mg. Její jed působí zhoubně především na krev, ale zřejmě obsahuje i neurotoxickou složku.

## Ekologie

### Potrava
Oběťmi jejich nočních lovů se stávají obvykle drobní živočichové jako scinkové, gekoni, žáby a menší savci a hadi. Některé populace se specializují na větší bezobratlé živočichy, jako jsou stonožky nebo štíři.

### Rozmnožování
Rozmnožování většinou probíhá ve vlhčím období roku (od dubna po červen). Zmije paví rodí v některých oblastech živá mláďata, jinde kladou vejce se zkrácenou dobou vývoje. Počet mláďat bývá v průměru 5–8, přičemž největší počet byl 23 mláďat.